# Балка Чапаївка
Ба́лка Чапа́ївка (Тара́сівка) — ботанічний заказник місцевого значення в Україні. Розташований на території Вільнянського району Запорізької області, поруч з північно-західною околицею села Тарасівка. 
Площа 25 га. Статус присвоєно згідно з рішенням Запорізького обласного виконавчого комітету від 28.05.1980 року № 253. Перебуває у віданні: Дніпровська сільська рада.
Статус надано з метою охорони місць зростання лікарських рослин. Охороняється цілинна степова балка, де зростають звіробій та цмин.